# Shin-Meiwa Kōgyō
Shin-Meiwa Kōgyō K.K. (jap. 新明和工業株式会社 Shin-Meiwa Kōgyō kabushiki kaisha, englisch ShinMaywa Industries, Ltd.) ist ein japanischer Fahrzeug- und Gerätehersteller.

## Geschichte
Shin-Meiwa entstand aus dem 1928 gegründeten Unternehmen Kawanishi, welches vor und während des Zweiten Weltkrieges mehrere Typen von Flugzeugen und Flugbooten (z. B. H6K, H8K und N1K) produzierte. Da gemäß der Kapitulationsbedingungen die Produktion von Flugzeugen nach dem Ende des Zweiten Weltkrieges in Japan verboten war, löste sich die Firma 1945 auf. Sie reorganisierte sich jedoch 1949 unter dem Namen Shin-Meiwa und beschäftigte sich anfangs vor allem mit der Überholung verschiedener amerikanischer und japanischer Flugzeugmodelle. Anfang der 1960er wurde mit dem Umbau einer Grumman Albatros zur UF-XS mit einem neuen Antrieb und einem neu konstruierten Rumpf der Anfang einer eigenen Flugzeugentwicklung getan. Der Erstflug der UF-XS erfolgte am 25. Dezember 1962 und nach erfolgreichen Testreihen, die bis 1964 fortgesetzt wurden, erhielt die Firma im Januar 1966 vom japanischen Verteidigungsministerium den Auftrag zur Entwicklung eines PS-1 genannten Flugbootes zur Seeraumüberwachung und U-Boot-Jagd. Der Erstflug des ersten Prototyps erfolgte am 5. Oktober 1967 und zu Beginn der 1970er Jahre begann die Auslieferung an die japanische Marine. Bis 1978 wurden 21 Maschinen ausgeliefert, wobei diese jedoch aufgrund von hohen Betriebskosten bereits 1989 wieder außer Dienst gestellt wurden. Die Firma hatte die Maschine inzwischen zu der für die Seenotrettung konzipierten US-1 weiterentwickelt, welche am 16. Oktober 1974 ihren Erstflug hatte. Von dieser wurden zwischen März 1975 und 2004 zwanzig Maschinen an die JMSDF ausgeliefert und ist bis heute im Dienst. 1992 änderte der Hersteller seinen englischen Namen in ShinMaywa und begann ab November 1996 mit der Entwicklung eines anfangs US-1A Kai später US-2 genannten neuen Flugbootes. Der Erstflug erfolgte am 18. Dezember 2003 und die erste Auslieferung an die 71. Staffel in Iwakuni erfolgte im Februar 2009. Geplant ist derzeit die Produktion von sechs weiteren Maschinen.